# Copa América de Futsal 2019
La Copa América de Futsal 2019 iba a ser la XIII edición del certamen desde que este se celebra bajo el reglamento FIFA, organizado por la CONMEBOL.
El torneo originalmente se iba a celebrar en Los Ángeles, Chile, entre el 23 y el 30 de octubre de 2019. Sin embargo, el 22 de octubre de 2019, un día antes del inicio del torneo, la CONMEBOL anunció que fue cancelado por las protestas chilenas de ese entonces.
Brasil fue el campeón defensor.

## Formato de juego
El formato del torneo será el siguiente: las diez selecciones participantes son divididas en 2 grupos, y se enfrentarán en un sistema de todos contra todos a una sola rueda, donde cada equipo jugará 4 partidos respectivamente. Pasaran a la siguiente fase los dos primeros de cada grupo, que jugarán en eliminación directa, constando esta en semifinales, final y un partido por el tercer puesto. Se consagrará campeón a la selección ganadora de la última fase.

## Sede
Los partidos eran originalmente para ser jugados en el Polideportivo de Los Ángeles en Los Ángeles, Chile.

## Equipos participantes
Las selecciones participantes son los 10 miembros de la CONMEBOL. El 26 de septiembre se definieron los grupos de la primera fase. Cada equipo debe presentar una plantilla de 14 jugadores, incluido un mínimo de dos porteros.
| Equipos participantes | Equipos participantes |
| --------------------- | --------------------- |
| Argentina             | Bolivia               |
| Brasil                | Chile                 |
| Colombia              | Ecuador               |
| Paraguay              | Perú                  |
| Uruguay               | Venezuela             |

## Sorteo
El sorteo del torneo se llevó a cabo el 26 de septiembre de 2019, 12:30 CLST (UTC − 3 , en el Hotel Four Points de Los Ángeles, Chile. Los diez equipos se dividieron en dos grupos de cinco. Los anfitriones, Chile, y los campeones, Brasil, fueron cabezas de serie en los Grupos A y B respectivamente, mientras que los otros ocho equipos se dividieron en cuatro bombos en base a sus resultados en la Copa América de Fútbol Sala 2017.
|                          | Tómbola 1          | Tómbola 2        | Tómbola 3         | Tómbola 4    |
| ------------------------ | ------------------ | ---------------- | ----------------- | ------------ |
| Chile (A1) Brasil (B1)}} | Argentina Paraguay | Uruguay Colombia | Venezuela Bolivia | Ecuador Perú |

## Fase de grupos

### Grupo A
| Equipo    | Pts | PJ | PG | PE | PP | GF | GC | Dif |
| --------- | --- | -- | -- | -- | -- | -- | -- | --- |
| Chile     | 0   | 0  | 0  | 0  | 0  | 0  | 0  | 0   |
| Bolivia   | 0   | 0  | 0  | 0  | 0  | 0  | 0  | 0   |
| Ecuador   | 0   | 0  | 0  | 0  | 0  | 0  | 0  | 0   |
| Uruguay   | 0   | 0  | 0  | 0  | 0  | 0  | 0  | 0   |
| Argentina | 0   | 0  | 0  | 0  | 0  | 0  | 0  | 0   |

### Grupo B
| Equipo    | Pts | PJ | PG | PE | PP | GF | GC | Dif |
| --------- | --- | -- | -- | -- | -- | -- | -- | --- |
| Brasil    | 0   | 0  | 0  | 0  | 0  | 0  | 0  | 0   |
| Venezuela | 0   | 0  | 0  | 0  | 0  | 0  | 0  | 0   |
| Colombia  | 0   | 0  | 0  | 0  | 0  | 0  | 0  | 0   |
| Paraguay  | 0   | 0  | 0  | 0  | 0  | 0  | 0  | 0   |
| Perú      | 0   | 0  | 0  | 0  | 0  | 0  | 0  | 0   |

El 22 de octubre de 2019 la CONMEBOL anunció que fue cancelado por las protestas chilenas de ese entonces.